# Lũ lụt Trung Quốc 2011

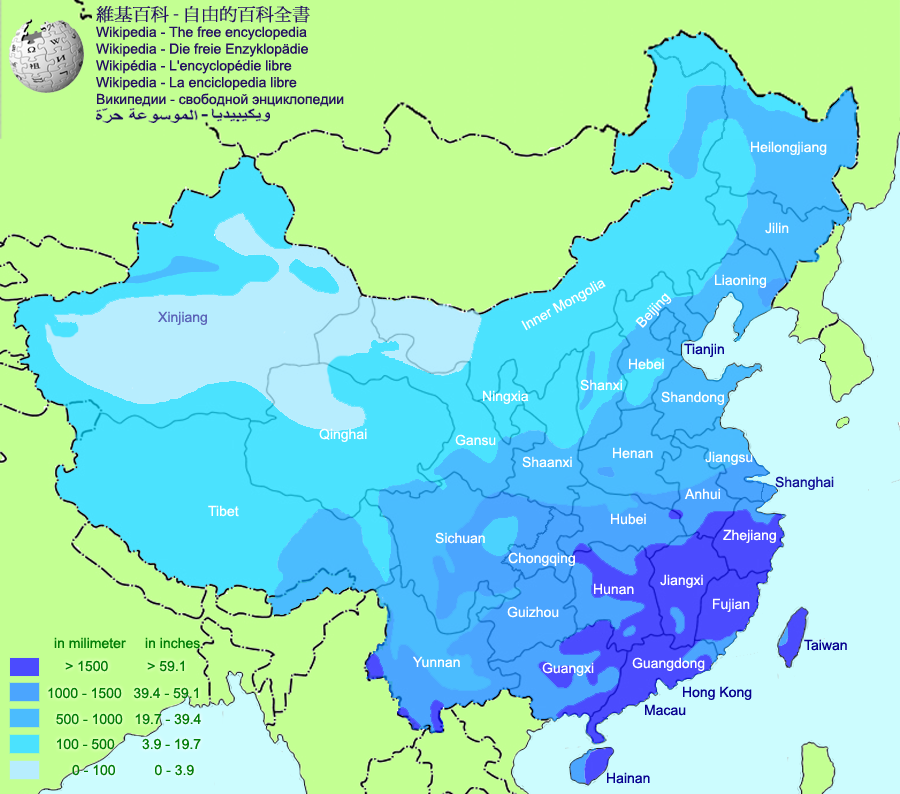
Lượng mưa trung bình hàng năm của nhiều tỉnh khác nhau ở Trung Quốc và Đài Loan.

Lũ lụt Trung Quốc năm 2011 là một loạt các trận lụt xảy ra ở miền Trung và miền Nam của Cộng hòa Nhân dân Trung Hoa. Những trận lũ lụt này xảy ra do mưa lớn làm ngập 12 tỉnh, để lại các tỉnh khác vẫn còn bị hạn hán kéo dài. Có tổng cộng hơn 10 triệu người đã bị ảnh hưởng, ít nhất 178 người thiệt mạng với thiệt hại kinh tế trực tiếp gần 3,3 tỷ đô la Mỹ.

## Ảnh hưởng
Các báo cáo mâu thuẫn cho biết có 12 hoặc 13 tỉnh, khu tự trị có bị ảnh hưởng bởi lũ lụt nặng.
Dự báo thời tiết dự báo mưa sẽ tiếp tục và chính phủ cảnh báo nguy cơ lở đất.
Ngày 10 tháng 6 Cục phòng kiểm soát lũ của Trung Quốc thông báo rằng cơn bão nhiệt đới Sarika sẽ đổ bộ đâu đó giữa thành phố Sán Vĩ ở Quảng Đông và Chương Phố trong tỉnh Phúc Kiến ở gần đó vào ngày 11 tháng 6 với mức độ lũ lụt nghiêm trọng hơn.
Ngày 12 tháng 6, Cục Khí tượng Trung Quốc đã đưa ra báo động khẩn cấp mức 3 đối với sông Dương Tử. Tính đến ngày 17 tháng 6, cảnh báo lũ lụt đã được nâng lên cấp độ 4 (tối đa mức độ cảnh báo) - với 555.000 người được sơ tán trên lưu vực sông Dương Tử.

### Thương vong
Ngày 09 tháng 6, ít nhất 54 người đã thiệt mạng do lũ lụt.. Báo cáo vào ngày 10 tháng 6 thống kê 41 người thiệt mạng, nâng tổng số người chết ít nhất lên 97 người. Đến 13 tháng 6, tổng số báo cáo chính thức ít nhất 105 người chết 63 người bị mất tích .
Các phương tiện truyền thông nhà nước thông báo rằng giữa 13 và 17 tháng 6, thêm 19 người thiệt mạng, với thêm 7 người nữa mất tích ở các tỉnh An Huy, Chiết Giang, Giang Tây, Hồ Bắc, Hồ Nam, Tứ Xuyên, Quý Châu và thành phố Trùng Khánh. Sau đó, số liệu cập nhật cho biết có 25 chết và 25 mất tích giữa những ngày này.
Tuy nhiên tổng số không chính thức thống kê ngày 17 tháng 6 (dựa trên báo cáo từ các tỉnh khác nhau) đưa ra con số tử vong ở mức 178 người và 68 người mất tích.

### Thiệt hại kinh tế
Đến ngày 14 tháng 6, ước tính tổng cộng hơn 10 triệu người bị ảnh hưởng và thiệt hại kinh tế trực tiếp là 8,7 tỷ nhân dân tệ (1,3 tỷ đô la Mỹ).
Ngày 17 tháng 6, báo cáo chính thức về thiệt hại kinh tế trực tiếp từ đợt mưa bão lên tới 12,85 tỷ nhân dân tệ (1,98 triệu đô la Mỹ), nhiều hơn tổng thiệt hại kinh tế trực tiếp trực tiếp từ hai đợt mưa lớn trước, nâng tổng số thiệt hại lên tới gần 3,3 tỷ đô la Mỹ.
Chính phủ Trung Quốc dư trù kế hoạch chi ra 35 triệu nhân dân tệ (5,39 triệu đô la Mỹ) để cứu trợ những người ở Quý Châu.

### Vấn đề khác

#### Hạn hán vẫn diễn ra ở một số nơi
- Đến ngày 7 Tháng 6: vẫn còn 2,15 triệu người trong tình trạng thiếu nước do đợt hạn hán trước đó.[14]
- Đến ngày 18 tháng 6: Mặc dù lũ lụt ở nhiều tỉnh, hạn hán vẫn còn ảnh hưởng đến các vùng thuộc miền bắc tỉnh Cam Túc và Ninh Hạ.[2]
- Đến ngày 20 tháng 6: Hạn hán vẫn còn ảnh hưởng đến một vùng diện tích 4,81 triệu hécta ở các vùng không bị lũ lụt của tỉnh Hồ Bắc, An Huy, Giang Tô và một số tỉnh phía Bắc.[15]